# Mauro La Torre
Maŭro La Torre (Roma, 11 de novembre de 1946 - Roma, 26 de març de 2010) va ser un lingüista i esperantista italià.
Es va doctorar en lingüística matemàtica a la Universitat La Sapienza, a Roma. Va ser professor de pedagogia experimental a la mateixa universitat, on va ensenyar didàctica computacional i interlingüística. També es va ocupar de terminologia, particularment l'aplicada als camps de la matemàtica i la informàtica. Va ser president de l'associació internacional de professors d'esperanto (ILEI), i en aquest context l'any 1998 va proposar un projecte educatiu per internet, el portal Interkulturo, centrat en l'educació intercultural. L'any 2000 va ser escollit Esperantista de l'Any per la revista La Ondo de Esperanto, juntament amb Jouko Lindstedt i Hans Bakker. Va ser membre de la Akademio Internacia de la Sciencoj de San Marino i també de l'Akademio de Esperanto.
En 2014 la família La Torre va decidir crear el premi bianual Mauro La Torre a la seva memòria. El primer premi es va anunciar a la 48a conferència ILEI celebrada a Oostende, Bèlgica, el juliol de 2015 i es va atorgar a Davide Astori, durant el 100è congrés mundial d'esperanto, pel seu treball sobre les traduccions de Pinotxo de Carlo Collodi.